# Vermilyea Lake
Vermilyea Lake är en sjö i Kanada.   Den ligger i provinsen Manitoba, i den sydöstra delen av landet, 1 700 km nordväst om huvudstaden Ottawa. Vermilyea Lake ligger 181 meter över havet. Arean är 18,7 kvadratkilometer. Den sträcker sig 8,5 kilometer i nord-sydlig riktning, och 8,1 kilometer i öst-västlig riktning.
I omgivningarna runt Vermilyea Lake växer i huvudsak blandskog. Trakten runt Vermilyea Lake är nära nog obefolkad, med mindre än två invånare per kvadratkilometer.